# 골사초
골사초(학명: Carex aphanolepis)는 전국 각지에 분포하는 사초과의 식물로, 꽃대 높이 20-40cm의 여러해살이 들풀이다. 5월 ~ 6월 사이에 녹색 꽃을 피운다.
한국 각처의 산, 언덕이나 길가에 나는 여러해살이풀로 그늘진 풀밭이나 산야의 나무 밑에서 자란다. 뿌리줄기는 옆으로 뻗으며 줄기는 세모지고 모여난다. 잎은 선형으로 어긋나며 너비 2-4㎜이고 잎집은 연한 갈색이며 흔히 잘게 갈라진다. 꽃은 5-6월에 피는데 작은 이삭은 3-4개로서 수꽃이삭은 1개가 끝에 달리며 선형이고 연녹색을 띤다. 암꽃이삭은 2-3개가 옆으로 나고 구형 또는 장타원형으로 대가 없으며 길이 7-12㎜로서 옆으로 비스듬히 선다. 암꽃의 영은 난형이며 수꽃의 영은 장타원형이다. 과포(果苞)는 포영보다 길며 겉에 맥이 있다. 열매는 수과이며 씨가 엉성하게 들어 있다. 유사종으로 옆의 작은이삭에 암꽃과 수꽃이 함께 달려 있는 것을 잡골사초라 한다.

## 같이 보기
- 사초속의 종 목록